# 현대외국인학교
현대외국인학교(영어: Hyundai Foreign School)는 울산 지역의 외국인학교이다.
1982년 9월 10일 현대중공업에서 근무하는 외국인 감독 자녀들의 교육을 위해 처음 문을 열었다. 현재는 일반 외국인 자녀는 물론 입학 자격 요건을 갖춘 내국인 자녀 또한 입학할 수 있다. 현재 유치원부터 중학교까지의 과정을 운영하고 있다.

## 연혁
- 1982년 : 개교